# Rosyjskie pododdziały obsługi
Rosyjskie pododdziały obsługi (ros. Pусские подразделения обслуживания) – pomocnicze oddziały propagandowe Rosyjskiej Armii Wyzwoleńczej podczas II wojny światowej.
Po powołaniu Rosyjskiej Armii Wyzwoleńczej (ROA) na pocz. 1943 r., rozpoczęto jednocześnie formowanie tzw. rosyjskich pododdziałów obsługi, które były przydzielane sztabom każdej dywizji Wehrmachtu i Waffen-SS na froncie wschodnim (nazywano je grupami przechwytującymi ROA), a także kierowane do wszystkich punktów zbornych i obozów jenieckich dla czerwonoarmistów podlegających Oberkommando der Wehrmacht (OKW), nie tylko na okupowanych terenach ZSRR, ale też w pozostałych krajach Europy zajętych przez Niemców. Ogółem liczyły one ok. 3,6 tys. żołnierzy w ok. 170 pododdziałach. Każdy taki pododdział składał się z oficera, 4 podoficerów i 20 szeregowych ROA. Natomiast skład grup przechwytujących ROA wynosił 5 oficerów oraz 15 podoficerów i szeregowych ROA. Według niemieckich danych w ramach 18 Armii, działającej na kierunku leningradzkim, znajdowało się 25 rosyjskich pododdziałów obsługi pod kierownictwem kpt. Gonczarowa, w tym w sztabie 30 Dywizji Piechoty pododdział kpt. Tiszina, 21 Dywizji Przeciwlotniczej pododdział kpt. Bielaja, 121 Dywizji Piechoty pododdział kpt. Gorbaczewicza, 12 Dywizji Przeciwlotniczej pododdział por. Kodakowa, 215 Dywizji Piechoty pododdział por. Garagaja, 21 Dywizji Piechoty pododdział por. Browczenko. Żołnierze rosyjskich pododdziałów obsługi byli szkoleni w szkole propagandzistów ROA w Dabendorfie pod Berlinie. Ich zadaniem było prowadzenie wśród jeńców wojennych propagandy o charakterze antysowieckim i proniemieckim. Pododdziały skierowane do frontowych jednostek wojskowych prowadziły działania propagandowe skierowane na oddziały Armii Czerwonej, mające doprowadzić do dezercji ich żołnierzy na niemiecką stronę frontu. Rosyjskie pododdziały obsługi odegrały ważną rolę w ramach akcji propagandowej pod kryptonime ”Srebrny Pas”, którą przeprowadzono przed rozpoczęciem ofensywy wojsk niemieckich w rejonie Kurska pod kryptonimem „Zitadelle”. W grudniu 1943 r. głównym inspektorem rosyjskich pododdziałów obsługi został mianowany generałem majorem Iwan A. Błagowieszczenski. Rosyjskie pododdziały obsługi na Zachodzie podlegały gen. Wasilijowi F. Małyszkinowi.